# Magyar görögkatolikus egyház
A magyar görögkatolikus egyház a katolikus egyház része, az úgynevezett keleti katolikus egyházak egyike. Egyházszervezetileg 2015. március 19-én vált önálló, közvetlenül Rómának alárendelt egyházzá, amikor Ferenc pápa létrehozta a Magyarországon élő bizánci rítusú krisztushívők metropolitai egyházát (Görögkatolikus Metropólia). Ugyanezen a napon a pápa a Hajdúdorogi egyházmegyét főegyházmegyei (előtte az Esztergom-Budapesti érsekségnek alárendelt (szuffragáneus) egyházmegye volt), a Miskolci apostoli exarchátust egyházmegyei rangra emelte és létrehozta a Nyíregyházi egyházmegyét.
Főegyházmegyéje (metropóliája) a Hajdúdorogi főegyházmegye (Hajdúdorogi metropólia), szuffragáneus egyházmegyéi a Miskolci egyházmegye, illetve a Nyíregyházi egyházmegye.
A görögkatolikus vallás Magyarországon az 1646-os ungvári uniótól datálható.

## Egyházmegyéi

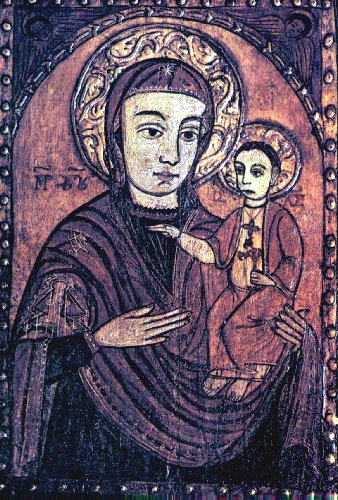
A máriapócsi „Könnyező Szűzanya”

Jelenleg három egyházmegyéje van.

### Hajdúdorogi főegyházmegye
A magyar görögkatolikusok mintegy félezres csoportja -  köztük számos hajdúdorogi hívő - 1900-ban  Rómába zarándokolt  és XIII. Leó pápától kérte a magyar liturgikus nyelv  engedélyezését. 1911-ben a magyar kormány kezdeményezte, hogy a Szentszék járuljon hozzá egy  önálló, magyar görögkatolikus püspökség felállításához. Hosszas tárgyalások után X. Piusz pápa megadta a hozzájárulását. Ferenc József király mint főkegyúr 1912. május 6-án megalapította a Hajdúdorogi egyházmegyét, a pápa pedig  a június 8-án kiadott  "Christifideles graeci " kezdetű bullájával prekonizálta azt.  Hajdúdorog  2012 óta viseli "A görögkatolikus hitéhez leghűségesebb város" címet.
Sajnálatos, hogy bár bulla kifejezetten kijelöli Hajdúdorogot nem csak a az egyházmegye székhelyéül, de a mindenkori püspök és püspökség lakóhelyéül is, ez sem akkor sem azóta nem valósult meg.
Érdekesség még, hogy bár a Szentatya bullája a liturgia nyelveként az ógörögöt jelölte meg, a magyar nyelv használatát nem tudta kiszorítani.
A magyar országgyűlés 1913. évi XXXV. sz. törvénycikkével iktatta törvénybe. Az új egyházmegyéhez 162 parókia tartozott: 70 Munkácsi, 8 Eperjesi, 44 Nagyváradi, 35 Fogaras-Gyulafehérvári, 4 Szamosújvári és 1 Esztergomi. Ez a trianoni békeszerződés után a következőképpen módosult:
- 75 parókia Romániához került. Ezeket az Apostoli Szentszék – a Romániával kötött konkordátum (1930) alapján – a romániai bizánci szertartású főpásztorok joghatósága alá rendelte.
- 4 parókia Csehszlovákiához került. A Szentszék ezeket – a Csehszlovákiával kötött „modus vivendi” (1937) nyomán a Munkácsi egyházmegyéhez csatolta. A második világháború után ezek az egyházközségek az Eperjesi egyházmegye joghatósága alá kerültek.
- A trianoni békekötés után magyar területen maradt nagyváradi egyházmegyei parókiát: Bedőt, illetve a Lugosi egyházmegyéhez tartozó Battonyát a Szentszék a hajdúdorogi egyházmegyéhez csatolta (1935).

Az egyházmegye székhelye kezdetben Debrecenben 1914-től pedig Nyíregyházán volt. 2011. március 5-én XVI. Benedek pápa módosításával Borsod-Abaúj-Zemplén megye valamennyi parókiája joghatóságilag a Miskolci apostoli exarchátus alá került.
Ferenc pápa 2015. március 19-i hatállyal Debrecen székhellyel főegyházmegyévé (metropóliává) emelte, s kivette az Esztergom-Budapesti főegyházmegye joghatósága alól. Ugyanezen nappal püspökét metropolitai (érseki) rangra emelte.

### Miskolci egyházmegye
A trianoni békekötés után magyar területen maradt az Eperjesi egyházmegye 21 és a Munkácsi egyházmegye egy parókiája. Ezeket a Szentszék 1924. június 4-én kivette anyaegyházuk joghatósága alól, és számukra önálló egyházkormányzati egységet, apostoli adminisztratúrát alapított. Bár Miskolc a hajdúdorogi egyházmegyéhez tartozott, gyakorlati okból 1925-ben itt kezdte meg működését az exarchátus. 1961-ben központja Ózdra, 1972-ben Múcsonyra került.
XVI. Benedek pápa 2011. március 5-én módosította az exarchátus területét, amely most megegyezik Borsod-Abaúj-Zemplén megyével, és exarchának Dr. Orosz Atanáz szerzetest nevezte ki – őt 2011. május 21-én Miskolcon püspökké szentelték.
2015. március 19-én Ferenc pápa az exarchátus területét módosítás nélkül hagyva megalapította a Miskolci egyházmegyét.

### Nyíregyházi egyházmegye
Ferenc pápa 2015. március 19–én a Hajdúdorogi egyházmegye Szabolcs-Szatmár-Bereg megyében lévő parókiáit az egyházmegyéről leválasztva létrehozta a Nyíregyházi egyházmegyét Szent Miklós görögkatolikus székesegyház, Nyíregyháza székhellyel. Az egyházmegye vezetését apostoli adminisztrátorként ideiglenesen Orosz Atanáz miskolci püspökre bízta. A Szabolcs-Szatmár-Bereg megyei parókiákon szolgáló lelkipásztorok automatikusan átkerültek (inkardinálódtak) az új egyházmegyébe.
2015. október 30-án a Szentatya, Ferenc pápa 2015. október 31-én Főtisztelendő Szocska Ábel OSBM urat, a Miskolci Egyházmegye első helynökét a Nyíregyházi Egyházmegye „sede vacante” apostoli adminisztrátorává nevezte ki, püspöki karakter nélkül, de a Hierarchák Tanácsában való részvételi joggal. 2018. április 7-én Ferenc pápa Szocska Ábel apostoli kormányzót nevezte ki a Nyíregyházi Egyházmegye megyéspüspökének.

## A liturgia nyelve
A keleti rítusú egyházban folyamatos volt a népnyelv használata, amit igazolnak a XVII. századból fennmaradt imádságok, mint a cirill betűkkel átírt Aranyos-Mohácsi magyar „Miatyánk” (1600 körül). Az unió után, különös tekintettel a magyarok kis számarányára, a magyar, mint liturgikus nyelv háttérbe szorult. Mintegy száz évvel később, a 18. század végen merült fel az igény, hogy a ruténekhez és a románokhoz hasonlóan a magyarok is használhassák a saját nyelvüket a liturgiában. Elkészült Aranyszájú Szent János liturgiájának magyar fordítása, majd 40 évvel később egy magyar nyelvű görögkatolikus énekeskönyv is, azonban Róma nem járult hozzá a használatukhoz. Ennek ellenére terjedt a magyar, mint liturgikus nyelv használata, mígnem millenniumkor szigorú tiltás érkezett Rómából. Ez a tiltás indította el az önálló magyar egyházmegyéért küzdő mozgalmat, amely 1912-re sikerrel járt, azonban a megalakuló egyházmegye hivatalos nyelve – a korábbi ószláv és román helyett – a magyar kormány javaslatára az ógörög (koiné) lett. A gyakorlatban viszont a tiltás ellenére is megmaradt a magyar nyelv használata azokon a parókiákon, amelyeken már korábban bevezették a magyart. Ógörögül mindössze az átváltozatás szavait mondták. Az egyházmegyei hatóság 1920-ban adta ki az új liturgikont, amely a kánon szövegét görögül is tartalmazza. 1925-ben jelent meg a magyar nyelvű evangélium, 1927-ben pedig az Euchologion (Szertartáskönyv). Az Apostoli Szentszék nem vonta vissza a tilalmat és nem engedélyezte a magyar nyelv használatát a liturgiában, de a tiltásnak nem szerzett érvényt és a gyakorlatot nem szankcionálta.

## Érdekességek
- Köszöntés a görögkatolikus egyházban: „Dicsőség Jézus Krisztusnak! – Dicsőség mindörökké!” Karácsonyi időszakban: „Krisztus születik! – Dicsőítsétek!” Húsvéti időben: „Föltámadt Krisztus! – Valóban föltámadt!” Pünkösdkor: "Krisztus közöttünk! – Van és lesz!"
- Az egyházi év kezdete a görögkatolikus egyházban: szeptember 1.
- A keleti egyházak közül elsőként a hajdúdorogi egyházmegye tért át a Gergely-naptár használatára: 1916. június 24-én.[12]
- A görögkatolikus egyház – az ősi hagyományokat megtartva – házas embereket is pappá szentel, a fölszentelés azonban az életállapotot rögzíti. A püspökök egyházfegyelmileg csak nőtlen vagy özvegy áldozópapok közül választhatóak. A papok és diakónusok egyszer nősültek lehetnek. Ez azt jelenti, hogyha a felszentelés előtt a felszentelendő megözvegyül, nem nősülhet újra, vagy föl nem szentelhető, ha pedig felszentelés után megözvegyül, újra nem nősülhet. Özvegy áldozópap is püspökké szentelhető.